# Georg Stanford Brown
Georg Stanford Brown (Havana, 24 juni 1943) is een Amerikaanse acteur, regisseur en producer. Hij is wellicht het meest bekend als vertolker van het personage Terry Webster in de televisieserie The Rookies.

## Biografie
Brown verhuisde als zevenjarige met zijn familie van het Cubaanse Havana naar de Amerikaanse wijk Harlem in de stad New York. Als vijftienjarige had hij met de muziekgroep "The Parthenons" een bescheiden hit, maar de groep splitte niet veel later.
Hij studeerde af aan de American Musical and Dramatic Academy. In deze school ontmoette hij Tyne Daly met wie hij tussen 1966 en 1990 getrouwd was.